# Église Saint-Vigor de Saint-Vigor-des-Mézerets
L'église Saint-Vigor est une église catholique du XVe siècle située à Saint-Vigor-des-Mézerets, en France.

## Localisation
L'église est située dans le département français du Calvados, dans le bourg de Saint-Vigor-des-Mézerets.

## Historique
L'édifice est inscrit au titre des Monuments historiques depuis le 19 septembre 1928.